# Famenne Ardenne Classic 2023
La Famenne Ardenne Classic 2023, quinta edizione della corsa e valida come prova dell'UCI Europe Tour 2023 categoria 1.1, si svolse il 1º ottobre 2023 su un percorso di 188,1 km, con partenza e arrivo a Marche-en-Famenne, in Belgio. La vittoria fu appannaggio del belga Arnaud De Lie, il quale completò il percorso in 4h22'08", alla media di 43,054 km/h, precedendo l'australiano Kaden Groves e il francese Florian Sénéchal.
Sul traguardo di Marche-en-Famenne 88 ciclisti, dei 143 partiti dalla medesima località, portarono a termine la competizione.

## Squadre e corridori partecipanti
| N.      | Cod. | Squadra                  |
| ------- | ---- | ------------------------ |
| 1-6     | COF  | Cofidis                  |
| 11-17   | ARK  | Team Arkéa-Samsic        |
| 21-27   | ACT  | AG2R Citroën Team        |
| 31-37   | ICW  | Intermarché-Circus-Wanty |
| 41-47   | LTD  | Lotto Dstny              |
| 51-57   | ADC  | Alpecin-Deceuninck       |
| 61-67   | UAD  | UAE Team Emirates        |
| 71-77   | TJV  | Jumbo-Visma              |
| 81-87   | SOQ  | Soudal Quick-Step        |
| 91-97   | IPT  | Israel-Premier Tech      |
| 101-107 | TEN  | TotalEnergies            |

| N.      | Cod. | Squadra                     |
| ------- | ---- | --------------------------- |
| 111-117 | Q36  | Q36.5 Pro Cycling Team      |
| 121-127 | TFB  | Team Flanders-Baloise       |
| 131-137 | BWB  | Bingoal WB                  |
| 141-147 | BEB  | Bolton Equities Black Spoke |
| 151-157 | HPM  | Human Powered Health        |
| 161-167 | UDT  | Uno-X Dare Development Team |
| 171-177 | TCR  | Team Coop-Repsol            |
| 181-187 | LTP  | Leopard Togt Cycling Team   |
| 191-197 | MET  | Metec-Solarwatt p/b Mantel  |
| 201-207 | VWE  | VolkerWessels Cycling Team  |

## Ordine d'arrivo (Top 10)
| Pos. | Corridore          | Squadra       | Tempo    |
| ---- | ------------------ | ------------- | -------- |
| 1    | Arnaud De Lie      | Lotto         | 4h22'08" |
| 2    | Kaden Groves       | Alpecin       | s.t.     |
| 3    | Florian Sénéchal   | Soudal        | s.t.     |
| 4    | Christophe Laporte | Jumbo         | s.t.     |
| 5    | Arne Marit         | Intermarché   | s.t.     |
| 6    | Tom Van Asbroeck   | Israel        | s.t.     |
| 7    | Dries Van Gestel   | TotalEnergies | s.t.     |
| 8    | Biniam Girmay      | Intermarché   | s.t.     |
| 9    | Oliver Naesen      | AG2R          | s.t.     |
| 10   | Jacob Scott        | Bolton        | s.t.     |